# Pust
Il Pust di Cergneu è una figura tradizionale del carnevale friulano che veste pantaloni e giacca di fustagno, camicia, foulard e un cappello di vimini o di foglie di pannocchia. Alla vigilia dell'Epifania, dopo la benedizione dell'acqua e del fuoco, il Pust viene trascinato in catene per le vie del paese sino al pignarul, davanti al quale viene liberato.